# Antonio del Pollaiuolo

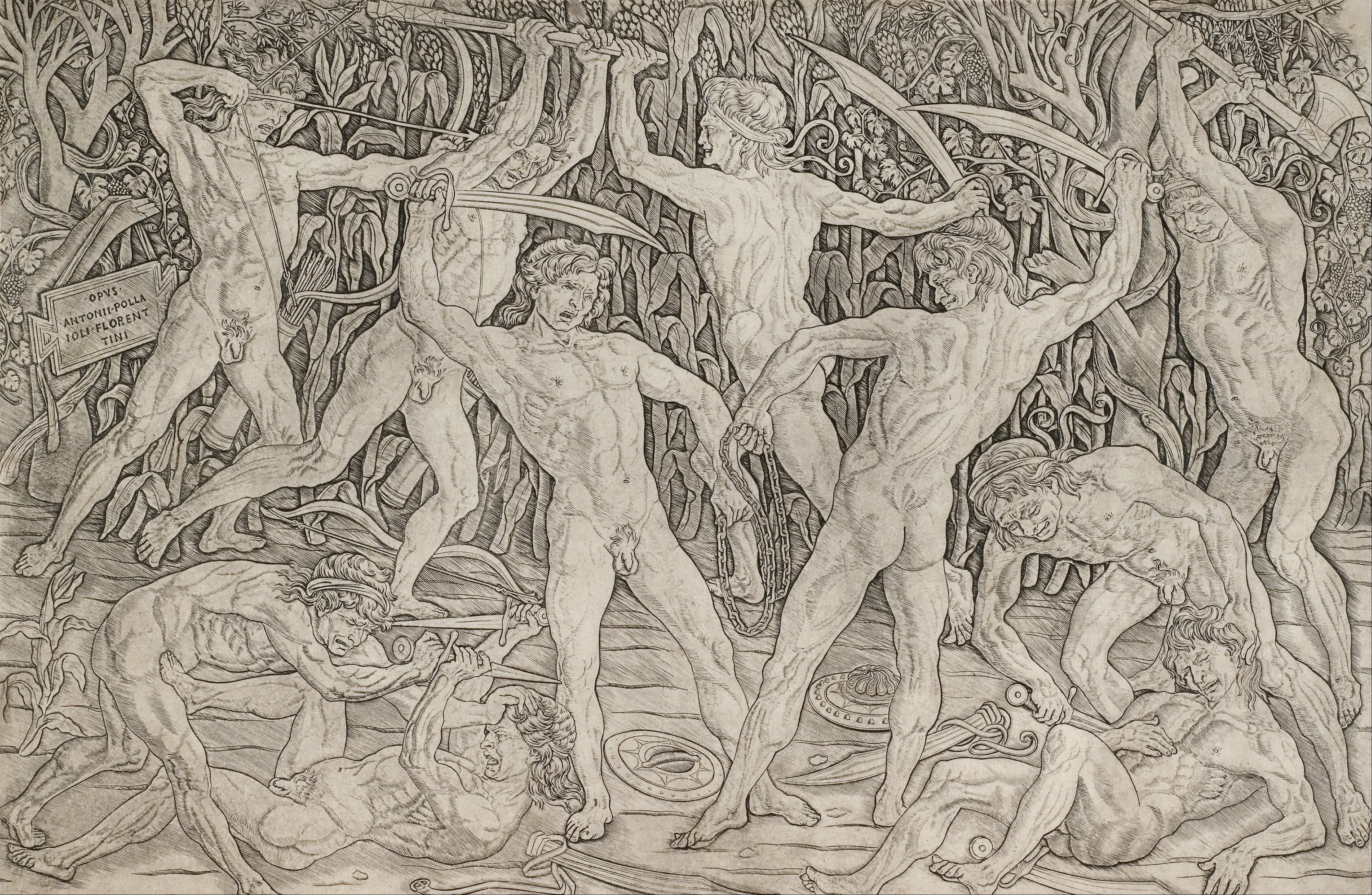
Kupferstich: Kampf der nackten Männer

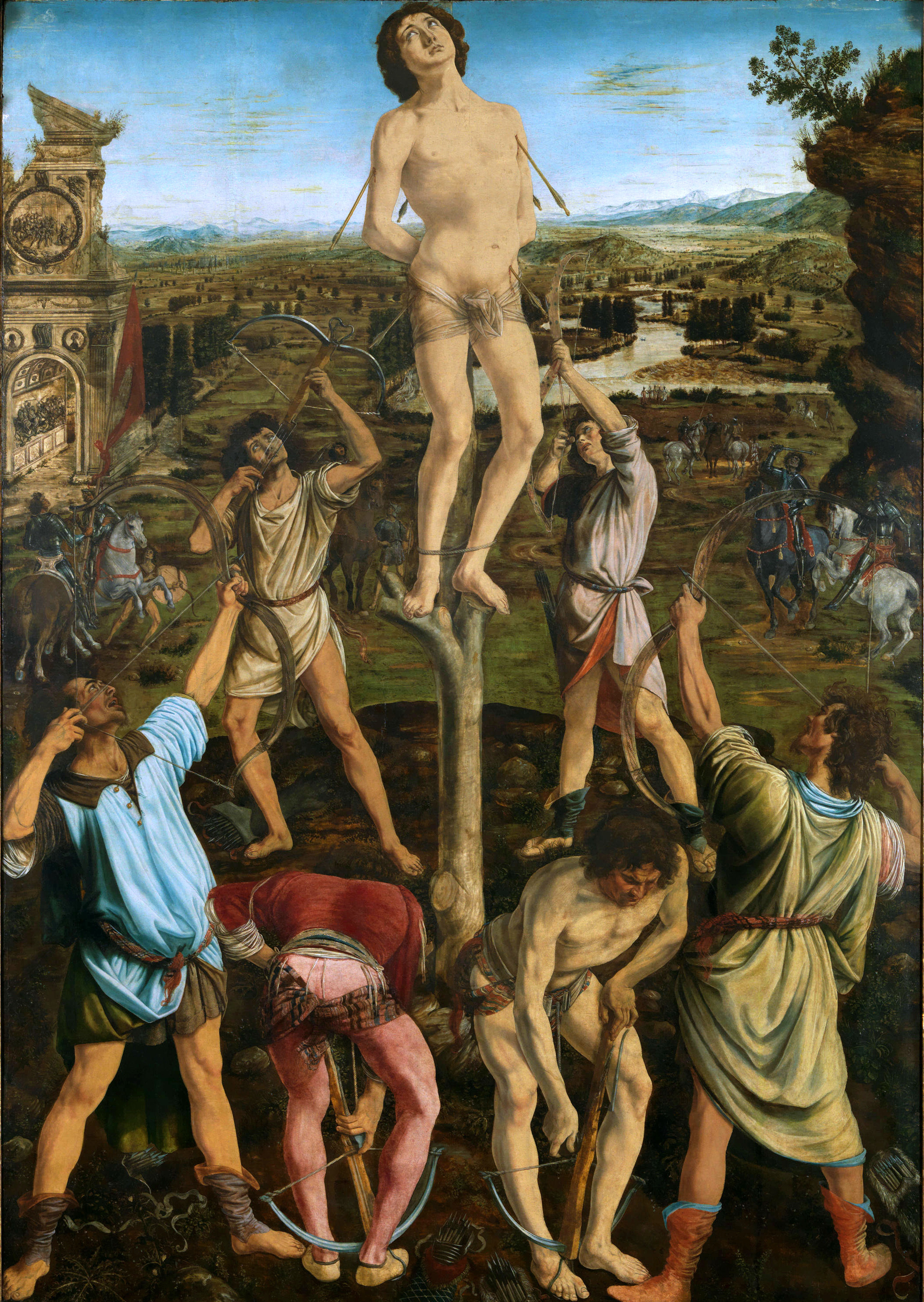
Martyrium des Hl. Sebastian

Antonio Pollaiuolo (* 1431 in Florenz; † 4. Februar 1498 in Rom) war ein italienischer Bildhauer, Kupferstecher und Maler.

## Leben
Pollaiuolos Name war eigentlich Antonio di Jacopo d’Benci del Pollaiuolo. Er lernte bei seinem Vater das Goldschmiedehandwerk, mit seinem Bruder Piero teilte er zeitweise die Werkstatt.
Er war – ebenso wie Andrea del Verrocchio – als Goldschmied, Medailleur, Erzgießer und Maler tätig. Von seinen Gemälden ist die Altartafel der Familie Pucci mit der Marter des heiligen Sebastian hervorzuheben. Ebenso bemerkenswert ist die Bronzegruppe mit der Erlegung des Antaios (auch Herkules und Antäus genannt). Berühmt jedoch ist der Kupferstich Der Kampf der nackten Männer; denn dieser ist eine der ersten Aktdarstellungen, die auf eingehendes Studium der menschlichen Anatomie schließen lässt.
Als Erzgießer schuf Pollaiuolo, 1484 von Papst Innozenz VIII. nach Rom berufen, die Grabmäler für Papst Sixtus IV. und für Innozenz VIII., beide im Petersdom.
Die gemeinsame Werkstatt der Brüder Pollaiuolo gilt als die bedeutendste im Florenz der Renaissance. Der gleichnamige Sohn Antonios (1454 bis 1509) (oder war er Sohn des Bruders Piero?) hat sich als Architekt, namentlich durch seinen Umbau des Palastes Strozzi, bekannt gemacht.
Die Encyclopedia Britannica gibt als Geburtsdatum „17. Januar 1432/33“ an, andere Quellen sind unsicher. Antonio Pollaiuolo ist zusammen mit seinem Bruder Piero in einem Doppelgrab in der römischen Kirche San Pietro in Vincoli begraben.